# Kanton Évrecy
Der Kanton Évrecy ist ein französischer Wahlkreis im Département Calvados in der Region Normandie. Er umfasst 27 Gemeinden im Arrondissement Caen und hat sein bureau centralisateur in Évrecy. Im Rahmen der landesweiten Neuordnung der französischen Kantone wurde er im Frühjahr 2015 erweitert.

## Gemeinden
Der Kanton hat 35.779 Einwohner (Stand: 1. Januar 2022) auf einer Gesamtfläche von 165,62 km²:
| Gemeinde               | Einwohner 1. Januar 2022 | Fläche km² | Dichte Einw./km² | Code INSEE | Postleitzahl |
| ---------------------- | ------------------------ | ---------- | ---------------- | ---------- | ------------ |
| Amayé-sur-Orne         | 1.070                    | 5,29       | 202              | 14006      | 14210        |
| Avenay                 | 561                      | 5,62       | 100              | 14034      | 14210        |
| Baron-sur-Odon         | 1.104                    | 6,43       | 172              | 14042      | 14210        |
| Bougy                  | 381                      | 3,03       | 126              | 14089      | 14210        |
| Bourguébus             | 2.561                    | 5,52       | 464              | 14092      | 14540        |
| Castine-en-Plaine      | 1.758                    | 8,23       | 214              | 14538      | 14540        |
| Esquay-Notre-Dame      | 1.447                    | 3,02       | 479              | 14249      | 14210        |
| Évrecy                 | 2.052                    | 8,31       | 247              | 14257      | 14210        |
| Feuguerolles-Bully     | 1.512                    | 8,18       | 185              | 14266      | 14320        |
| Fontaine-Étoupefour    | 2.812                    | 5,08       | 554              | 14274      | 14790        |
| Fontenay-le-Marmion    | 2.040                    | 10,16      | 201              | 14277      | 14320        |
| Gavrus                 | 623                      | 2,71       | 230              | 14297      | 14210        |
| Grainville-sur-Odon    | 1.078                    | 5,26       | 205              | 14311      | 14210        |
| Grentheville           | 1.005                    | 4,08       | 246              | 14319      | 14540        |
| La Caine               | 160                      | 2,41       | 66               | 14122      | 14210        |
| Laize-Clinchamps       | 2.150                    | 8,13       | 264              | 14349      | 14320        |
| Le Castelet            | 1.829                    | 12,55      | 146              | 14554      | 14540        |
| Maizet                 | 364                      | 5,72       | 64               | 14393      | 14210        |
| Maltot                 | 1.044                    | 4,24       | 246              | 14396      | 14930        |
| Mondrainville          | 584                      | 3,17       | 184              | 14438      | 14210        |
| Montigny               | 90                       | 3,91       | 23               | 14446      | 14210        |
| Préaux-Bocage          | 113                      | 4,32       | 26               | 14519      | 14210        |
| Saint-Martin-de-May    | 4.528                    | 14,21      | 319              | 14408      | 14320        |
| Sainte-Honorine-du-Fay | 1.333                    | 7,56       | 176              | 14592      | 14210        |
| Soliers                | 2.190                    | 5,08       | 431              | 14675      | 14540        |
| Vacognes-Neuilly       | 680                      | 7,90       | 86               | 14721      | 14210        |
| Vieux                  | 710                      | 5,50       | 129              | 14747      | 14930        |
| Kanton Évrecy          | 35.779                   | 165,62     | 216              | 1412       | –            |

Bis zur landesweiten Neuordnung der französischen Kantone im März 2015 gehörten zum Kanton Évrecy die 26 Gemeinden Amayé-sur-Orne, Avenay, Baron-sur-Odon, Bougy, Curcy-sur-Orne, Esquay-Notre-Dame, Éterville, Évrecy, Feuguerolles-Bully, Fontaine-Étoupefour, Gavrus, Goupillières, Hamars, La Caine, Maizet, Maltot, Montigny, Ouffières, Préaux-Bocage, Saint-Martin-de-Sallen, Sainte-Honorine-du-Fay, Tourville-sur-Odon, Trois-Monts, Vacognes-Neuilly, Verson und Vieux. Sein Zuschnitt entsprach einer Fläche von 160,79 km2. Er besaß vor 2015 den INSEE-Code 1416.

## Veränderungen im Gemeindebestand seit der landesweiten Neuordnung der Kantone
2025:
- Fusion May-sur-Orne und Saint-Martin-de-Fontenay → Saint-Martin-de-May

2019:
- Fusion Hubert-Folie, Rocquancourt und Tilly-la-Campagne → Castine-en-Plaine
- Fusion Garcelles-Secqueville und Saint-Aignan-de-Cramesnil → Le Castelet

2017: 
- Fusion Clinchamps-sur-Orne und Laize-la-Ville → Laize-Clinchamps

## Politik
| Vertreter im Departementrat | Vertreter im Departementrat  | Vertreter im Departementrat |
| Amtszeit                    | Namen                        | Partei                      |
| --------------------------- | ---------------------------- | --------------------------- |
| 1982–2015                   | Henri Girard                 | DVD                         |
| 2015–                       | Florence Boulay Marc Bourbon | DVG, PS                     |

## Bevölkerungsentwicklung
| 1962  | 1968  | 1975   | 1982   | 1990   | 1999   | 2006   | 2013   | 2020   |
| ----- | ----- | ------ | ------ | ------ | ------ | ------ | ------ | ------ |
| .8152 | .8463 | 10.083 | 13.178 | 16.465 | 17.904 | 20.661 | 31.243 | 34.643 |